# Nikonowce
Nikonowce, Nikanowce (biał. Ніканаўцы, Nikanaucy; ros. Никоновцы, Nikonowcy) – wieś na Białorusi, w obwodzie grodzieńskim, w rejonie wołkowyskim, w sielsowiecie Werejki.  
W dwudziestoleciu międzywojennym leżały w Polsce, w województwie białostockim, w powiecie grodzieńskim, w gminie Gudziewicze.
Według Powszechnego Spisu Ludności z 1921 roku wieś zamieszkiwało 109 osób, 76 było wyznania rzymskokatolickiego a 33 prawosławnego, wszyscy mieszkańcy zadeklarowali polską przynależność narodową. Były tu 24 budynki mieszkalne.
Miejscowość należała do parafii rzymskokatolickiej w Repli i parafii prawosławnej w Gudziewiczach. Podlegała pod Sąd Grodzki w Indurze i Okręgowy w Grodnie; właściwy urząd pocztowy mieścił się w Gudziewiczach.